# Peitlerkofel
Le Peitlerkofel (en italien et en ladin Sasso delle Putia, Sasso Putia ou Sass de Putia) est un sommet des Dolomites et plus précisément du groupe Putia culminant à 2 875 m d'altitude dans la province autonome de Bolzano, en Italie. Situé dans le parc naturel Puez-Odle, le sommet est célèbre non seulement pour le panorama à 360 degrés qu'il offre, grâce à son isolement, mais aussi pour sa via ferrata de moindre difficulté qui permet de l'atteindre. Il est souvent conseillé à ceux qui n'ont jamais vécu l'expérience d'une via ferrata de suivre cette voie.

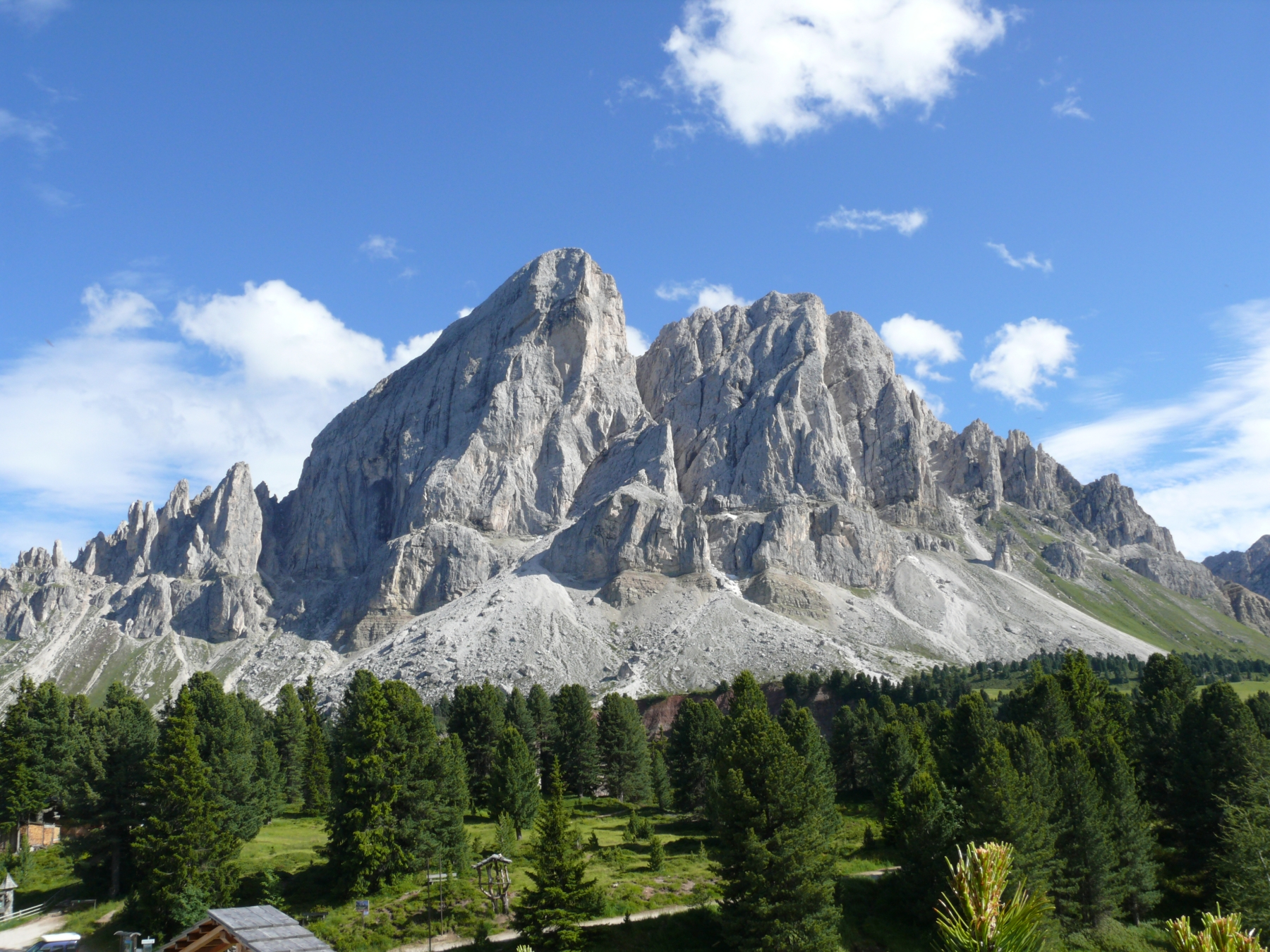
Sass de Putia du passo delle Erbe.
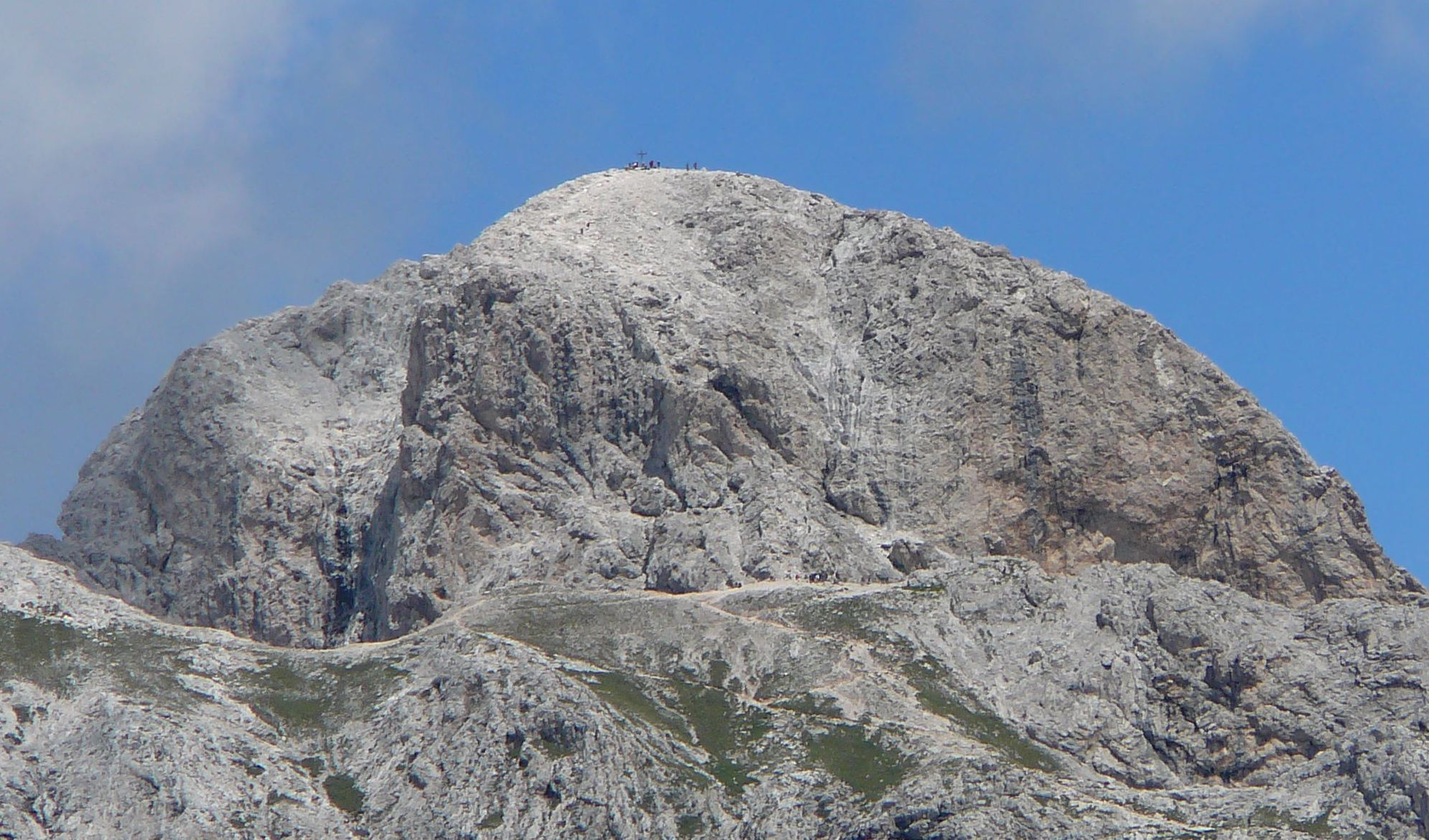
Le sommet, face sud.
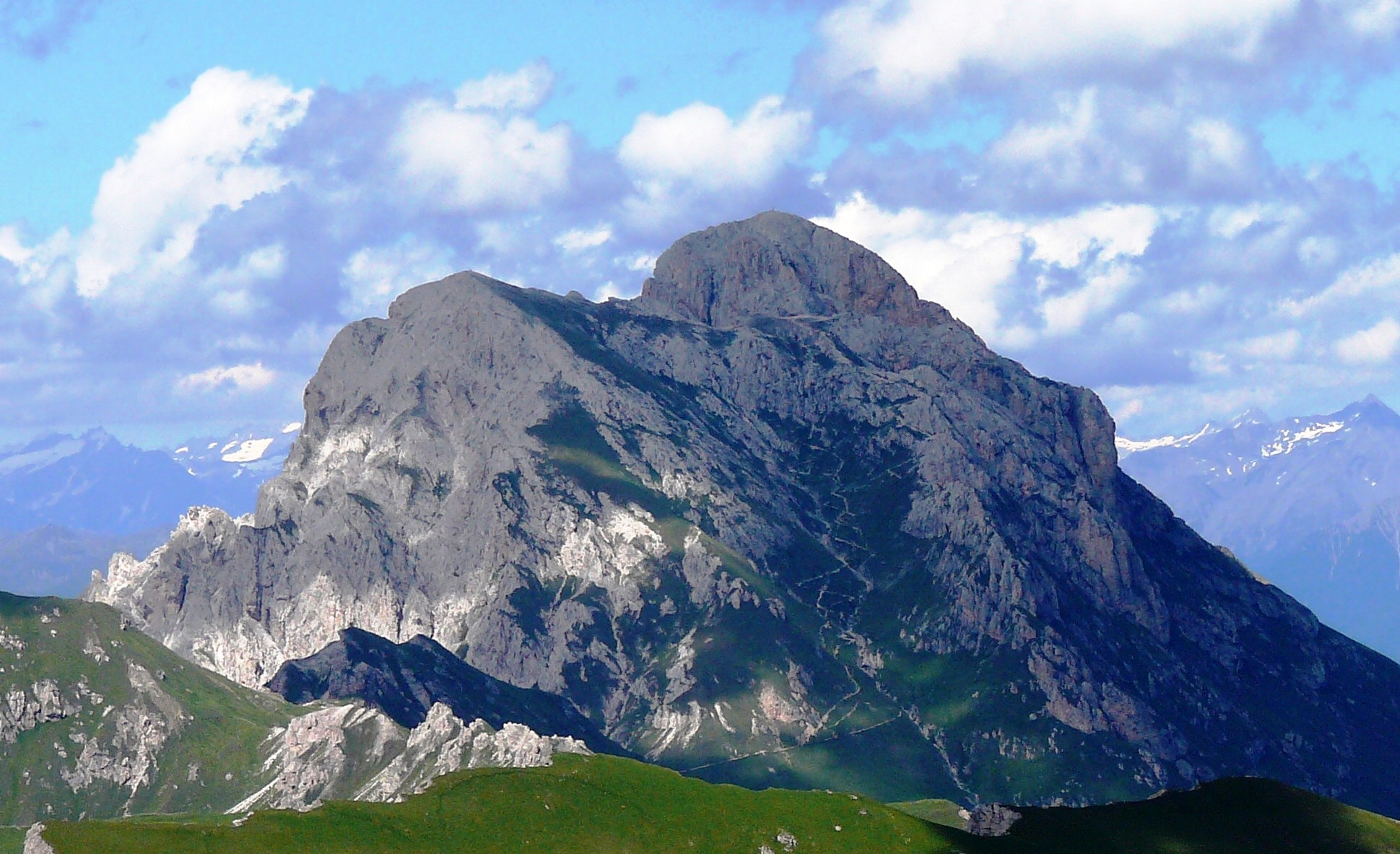
Vue depuis le sud.
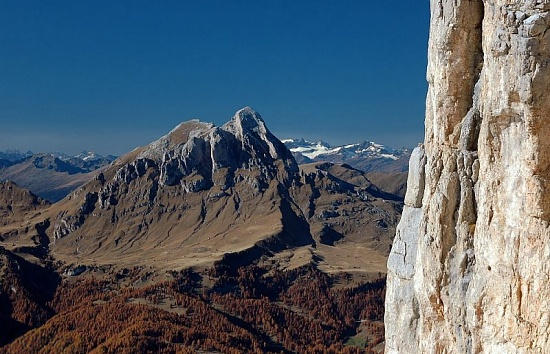